# Катайское болото
Катайское болото (Суварыш) — ландшафтный заказник на территории Камышловского района Свердловской области, Россия.

## Географическое положение
Катайское болото (Суварыш) расположено на территории муниципального образования «Камышловский район» Свердловской области, между рекой Пышма и рекой Исеть. Болото площадью 30 км². В части труднопроходимо глубиной свыше 2 метров. Катайское болото примыкает к Пышминскому болоту с востока, к Еланскому болоту с севера.

## Описание
Болото - место гнездования журавлей.